# Sindrom sproščanja citokinov
Sindrom sproščanja citokinov je oblika sindroma sistemskega vnetnega odziva, ki se pojavi kot zaplet nekaterih bolezni ali okužb ali pa tudi kot neželeni učinek nekaterih zdravil (monoklonska protitelesa in adoptivno zdravljenje z limfociti T). Hudo obliko sindroma sproščanja citokinov imenujemo tudi citokinska nevihta.
Izraz citokinska nevihta (v angleščini cytokine storm) se je prvič pojavil leta 1993 kot zaplet bolezni presadka zoper gostitelja, sindrom sproščanja citokinov kot neželeni učinek pa je poznan od uvedbe prvega zdravila na osnovi monoklonskih protiteles (muromonab-CD3), večji pomen pri strokovnjakih na področju razvoja zdravil, oblasteh za odobritev zdravil ter v akademskem svetu pa je pridobil po katastrofalnih dogodkih v klinični raziskave prve faze za zdravilo TGN 1412, v kateri je šest udeležencev doživelo hudo obliko sindroma sproščanja citokinov. Sindrom sproščanja citokinov v zvezi s parenteralnim dajanjem zdravil včasih imenujejo tudi z infundiranjem povezana reakcija ali infuzijska reakcija.

## Simptomi
Med simptome spadajo vročina, utrujenost, izguba teka, bolečina v mišicah in sklepih, slabost in bruhanje, driska, izpuščaj, hitro dihanje, pospešeno bitje srca, nizek krvni tlak, krči, glavobol, zmedenost, delirij, halucinacije, tremor in težave s koordinacijo.
Laboratorijski testi in izvidi kliničnega spremljanja lahko kažejo nizko raven kisika v krvi, povečan pulzni tlak, povečan minutni volumen srca, povišana vrednost dušika v krvi (azotemija), povišana vrednost dimera D,  povišana vrednost transminaza|transminaz, pomanjkanje komplementnega dejavnika I in povečana dovzetnost za krvavitve, hiperbilirubinemija.

## Vzroki
Do sindroma sproščanja citokinov pride, če se aktivira velika količina belih krvničk, vključno z limfociti B, limfociti T, naravnih celic ubijalk, makrofagov, dendritičnimi celicami in monociti, pri čemer pride do sproščanja vnetnih citokinov, le-ti pa nadalje aktivirajo še več belih krvničk.
Do take prekomerne aktivacije belih krvničk lahko pride zaradi okužbe, saj citokini signalizirajo celice imunskega sistema, kot so limfociti T in makrofagi, da migrirajo na mesto okužbe. Citokini tudi aktivirajo te celice in jih spodbudijo k proizvodnji še večjih količin citokinov. Sindrom sproščanja citokinov lahko nastopi tudi kot sopojav po aplikaciji nekaterih bioloških zdravil, ki zavirajo ali aktivirajo imunski sistem, tako da se vežejo na receptorje na belih krvničkah. Taka zdravila so na primer muromonab-CD3, protitelo proti CD3, ki so ga razvili kot zdravilo za zaviranje imunskega sistema za preprečevanje zavrnitve presajenih organov, alemtuzumab proti CD52 za zdravljenje nekaterih vrst krvnega raka in multiple skleroze ter rituksimab proti CD20 za zdravljenje nekaterih vrst krvnega raka in avtoimunskih bolezni. Tudi imunoterapija na osnovi adoptivnih limfocitov C, in sicer zdravljenje z limfociti T, gensko spremenjenimi s himernimi antigenskimi receptorji (CAR-T) lahko povzroči sindrom sproščanja citokinov.
Ključni vnetni posrednik pri nastanku sindroma sproščanja citokinov je najverjetneje interlevkin 6.
Huda oblika sindroma sproščanja citokinov oziroma citokinska nevihta se lahko pojavi pri raznih infekcijskih in neinfekcijskih boleznih, kot so bolezen presadka proti gostitelju, sindrom akutne dihalne stiske, sepsa, ebola, ptičja gripa, ošpice in sindrom sistemskega vnetnega odziva. Med zdravili, ki lahko povzročijo citokinsko nevihto, sta na primer rituksimab (monoklonsko protitelo proti CD20) in tisagenlecleucel (zdravilo CAR-T proti CD19). Zdravilo TGN1412  je v kliničnem preskušanju, in sicer v klinični raziskavi 1. faze, povzročil skrajno hude simptome zaradi povzročitve citokinske nevihte pri šestih testnih kandidatih.

## Diagnoza
Sindrom sproščanja citokinov je treba ločiti od simptomov bolezni same ter v primeru povzročitve z dajanjem določenega zdravila od drugih neželenih učinkov (na primer sindroma tumorske lize), ki zahtevajo druge vrste ukrepov. Diferencialna diagnoza temelji na zdravnikovi presoji, saj objektivni diagnostični testi ne obstajajo. Klinično ni možno ločiti preobčutljivostne reakcije na biološko zdravilo in sindrom sproščanja citokinov.

### Razvrščanje
Sindrom sproščanja citokinov je oblika sindroma sistemskega vnetnega odziva, ki se pojavi kot zaplet nekaterih bolezni ali okužb ali pa tudi kot neželeni učinek nekaterih zdravil.
Kot neželeni učinek se glede na hudost po mednarodnih kriterijih CTCAE (Skupnimi terminološkimi kriteriji za neželene dogodke, angl. Common Terminology Criteria for Adverse Events) Ameriškega onkološkega inštituta sindrom, kot ostali neželeni učinki, razdeli na 5 stopenj:
- 1. stopnja: blaga reakcija, ki ne zahteva prekinitve infundiranja zdravila in nobena druga intervencija ni potrebna;
- 2. stopnja: zdravljenje je treba prekiniti, neželeni učinek pa preneha takoj po uvedbi simptomatskega zdravljenja (npr. z antihistaminiki, NSPVZ, narkotiki, intravensko infuzijo); profilaktično zdravljenje je potrebno do največ 24 ur;
- 3. stopnja: podaljšan neželeni učinek (ki se na primer ne odzove takoj na simptomatsko zdravljenje in/ali prekinitve infundiranja zdravila); ponovitev simptomov po začetnem izboljšanju; zaradi kliničnih posledic neželenega učinka je potrebna hospitalizacija (na primer zaradi odpovedi ledvic, infiltrata v pljučih ...);
- 4. stopnja: življenjsko ogrožajoče posledice; potreba po podpornem zdravljenju z vazopresorji, potreba po umetni ventilaciji;
- 5. stopnja: smrt

## Zdravljenje
Simptomatika sindroma sproščanja citokinov je od zelo blage pa do življenjsko ogrožajoče. Blage simptome, kot so srbečica, rdečica in povišana telesna temperatura, lahko zdravimo z antihistaminiki in antipiretiki. Zmerno hud sindrom sproščanja citokinov lahko zahteva zdravljenje s kisikom, nadomeščanje tekočin ter uporabo vazopresornih zdravil za zvišanje krvnega tlaka. Pri zmerno hudi do hudi simptomatiki so lahko potrebna tudi zdravila za zaviranje imunskega sistema, kot so kortikosteroidi, vendar je treba pretehtati koristi. Življenjsko ogrožajoča oblika citokinske nevihte zahteva prekinitev infuzije in urgentno zdravljenje.
V nekaterih hujših primerih sindroma sproščanja citokinov se uporabi zdravilo tocilizumab, monoklonsko protitelo proti IL6.
Za zdravljenje sindroma sproščanja citokinov pri bolnikih s sindromom akutne dihalne stiske se pogosto uporabljajo kortikosteroidi in NSPVZ, vendar klinična preskušanja niso pokazala njihove učinkovitosti glede pljučne funkcije, izmenjave plinov ali boljših izidov pri teh bolnikih.

## Preprečevanje
Pri uporabi nekaterih zdravil se lahko hude oblike sindroma sproščanja citokinov preprečijo z uporabo manjših odmerkov zdravil, počasnim infundiranjem ter aplikacijo antihistaminika ali kortikosteroida pred aplikacijo biološkega zdravila ali hkrati z njim.
Za ugotavljanje tveganja za pojav sindroma sproščanja citokinov pri novih učinkovinah, ki so še v predkliničnem razvoju, so že razvili teste in vitro, razultati katerih bi lahko pomagali pri opredeljevanju odmerkov v prvi fazi kliničnega preskušanja.

## Epidemiologija
Huda oblika sindroma sproščanja citokinov se pojavlja redko, blažje in zmerno hude oblike sindroma pa so med pogostimi neželenimi učinki nekaterih bioloških zdravil na osnovi monoklonskih protiteles ali celične terapije z limfociti T, gensko spremenjenimi s himernimi antigenskimi receptorji (CAR-T).

## Zgodovina
Prva omemba izraza »citokinska nevihta« v objavljeni medicinski literaturi sega v leto 1993, ko se je pojavil v razpravi avtorja Ferrara s sodelavci o bolezni presadka zoper gostitelja, pri kateri so o vlogi prekomernega in samoohranjevalnega sproščanja citokinov govorili že več let pred objavo omenjene razprave. Nato se je izraz pojavil v razpravi o pankreatitisu, v zvezi z reakcijo na okužbo pa leta 2003.
Po nekaterih domnevah naj bi bila citokinska nevihta, ki jo je sprožila pri obolelih okužba z virusom gripe v pandemiji gripe leta 1918, kriva za nesorazmerno visoko smrtnost med sicer mladimi odraslimi. Pandemija gripe leta 1918 je zahtevala 50 do 100 milijonov življenj. Preliminarni podatki raziskave iz Hong Konga kažejo, da bi lahko bila citokinska nevihta pri okuženih kriva tudi za številne smrti med epidemijo sarsa v letu 2003. Tudi smrtni primeri pri ljudeh zaradi okužbe s ptičjo gripo H5N1 so pogosto povezani s citokinsko nevihto. Citokinsko nevihto povezujejo tudi s hantavirusnim pljučnim sindromom.
Leta 2006 je med kliničnim preskušanjem učinkovine TGN1412 v londonski bolnišnici Northwick Park Hospital prišlo do hudih zapletov pri preskušancih zaradi pojava citokinske nevihte. Pri vseh šestih zdravih prostovoljcih, ki so prejeli učinkovino, je že nekaj minut po dajanju učinkovine prišlo do hudih glavobolov, močno oteženega dihanja in bruhanja ter večorganske odpovedi. Parexel, družba, ki je izvajala preskušanje, je objavila, da bi lahko bili hudi zapleti povezani s citokinsko nevihto, ki jo je sprožila preučevana učinkovina.